# West End
West End je oblast v centru Londýna, ve které je mnoho turistických atrakcí. Nejvíce se však West End proslavil svými divadly. Zpravidla jej ohraničují The Strand, Marylebone Road a Regent Street, které jsou také důležitými dopravními tepnami. Již v dobách osídlení Římanů byl West End sídlem bohatých kvůli své poloze. Téměř celý leží v obvodu Westminster. Budován byl po dobu 17. a 18. století, byly stavěny drahé domy, módní obchody a zábavní podniky.

## Zajímavá místa
- Oxford Street
- Piccadilly Circus
- Leicester Square
- Trafalgar Square
- Soho
- Covent Garden